# Dusona carinifrons
Dusona carinifrons là một loài tò vò trong họ Ichneumonidae.